# Nemapogon ibericus
Nemapogon ibericus är en fjärilsart som beskrevs av Aleksei Konstantinovich Zagulajev 1968. Nemapogon ibericus ingår i släktet Nemapogon och familjen äkta malar. Inga underarter finns listade i Catalogue of Life.